# Laurie Sivell
Laurence Sivell (Lowestoft, 8 febbraio 1951) è un ex calciatore britannico, di ruolo portiere.
È presente nel ruolo del portiere della squadra tedesca nel film Fuga per la vittoria di John Huston.